# Holzpappe
Holzpappe, auch Maschinenholzpappe, Finnische Holzpappe, Finnpappe oder Skanpappe ist ein kartonartiger Werkstoff aus reinem Holzschliff aus Nadelhölzern. Holzpappe enthält keinerlei Papier, Altpapierstoffe oder Zellulose und ist säurefrei. Die naturfarbene Pappe kommt vor allem für Bierdeckel, im Modellbau sowie als Hilfsmittel bei verschiedensten gestalterischen Aufgaben zum Einsatz.

## Eigenschaften

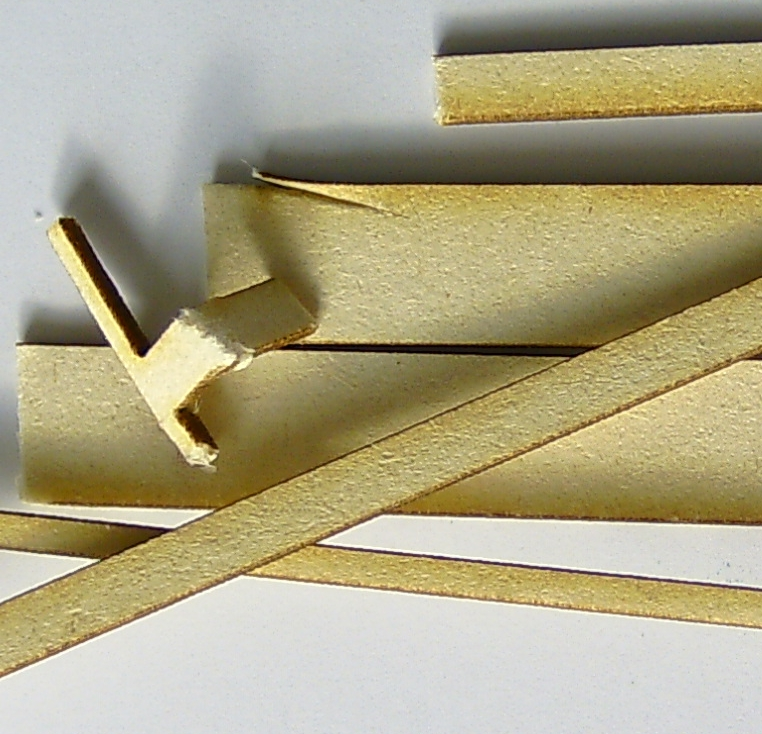
Reste von Finnpappe, hier mit 1 mm Stärke und Brandspuren vom Laserschneiden

Holzpappe wird in ungeklebter (einseitig glatter) bzw. geklebter (beidseitig glatter) Form angeboten. Die geklebte Pappe besteht aus zwei aufeinandergeklebten einfachen Schichten, so dass das Endprodukt dann auf beiden Seiten glatt erscheint. Die Stärken reichen von 0,5 mm bis 4 mm. Neben der Glätte der Deckschichten ist ein Vorteil von Holzpappe, dass diese Vollpappe ein hohes Volumen bei vergleichsweise geringem Gewicht hat. Typische Flächengewichte (Grammaturen) in Abhängigkeit von der Stärke sind:
- 0,5 mm: 275 g/m2
- 0,9 mm: 460 g/m2
- 1,0 mm: 495 g/m2
- 1,3 mm: 640 g/m2
- 1,5 mm: 745 g/m2
- 2,0 mm: 985 g/m2
- 2,5 mm: 1190 g/m2
- 3,0 mm: 1430 g/m2
- 4,0 mm: 1890 g/m2

Das im Handel übliche Format ist 70 × 100 cm (27,5 × 39,4″) oder entsprechende Zuschnitte auf DIN A3 bis DIN A4. Trotz des niedrigen Flächengewichts weist Holzpappe eine optimale Planlage und sehr gute Stabilität auf. Sie ist sehr gut mit dem Cutter in Verbindung mit einem Metalllineal zu bearbeiten.
Das im Holzschliff enthaltene Lignin lässt Holzpappe durch UV-Strahlung nachdunkeln und sehr stark vergilben.

## Verwendung
Holzpappe ist daher besonders als Kaschierpappe beliebt, um z. B. Druckbogen oder Papiere auf ein stärkeres Trägermaterial zu kaschieren. Ebenso wird Holzpappe als Rückwandkarton oder für Einrahmungszwecke eingesetzt sowie für Architekturmodelle bzw. sonstigen Modellbau.
Ein- oder beidseitig mit weißem Papier kaschierte Holzpappe wird als Siebdruckkarton angeboten und eignet sich bedruckt beispielsweise für Werbe- und Hinweisschilder in Innenräumen.
Auch Bierdeckel werden aus einer auch „Bierfilz“ genannten Holzpappe hergestellt.